# Villa Smeraldi
Villa Smeraldi è una residenza rurale, ora museo, che sorge lungo il canale Navile nella frazione di San Marino del comune di Bentivoglio, nella città metropolitana di Bologna. La villa ospita dal 1975 il Museo della civiltà contadina, che documenta le costruzioni, gli strumenti, la vita quotidiana di chi nei pressi si occupava di agricoltura rurale, dal proprietario terriero al contadino.

## Storia

### Origine
Eretto sulle fondazioni di una serie di edifici costruiti tra il Settecento e l'Ottocento, il complesso di Villa Smeraldi è conosciuto con il cognome dei suoi più recenti proprietari. Le varie strutture della proprietà rivelano la dualità delle sue origini.
La villa, un tempo nota come casino o palazzo rurale, risale al 1783, quando apparteneva ai Conti Zambeccari. Nel secolo successivo gli edifici furono ampliati, venne aggiunta una torre in stile neogotico e furono costruiti alcuni giardini all'inglese per circondare la villa.

### Ottocento e prima metà del Novecento
Il salone delle feste del piano nobile della villa fu affrescato nel XIX secolo.
Alla fine dell'Ottocento il conte Gaetano Zucchini e suo figlio Antonio ampliarono la proprietà. Dal 1922 al 1942 fu di proprietà di Rigoberto Smeraldi, che si dedicò all'agricoltura e allevò cavalli purosangue.
La proprietà fu ereditata da Antonio Roversi.

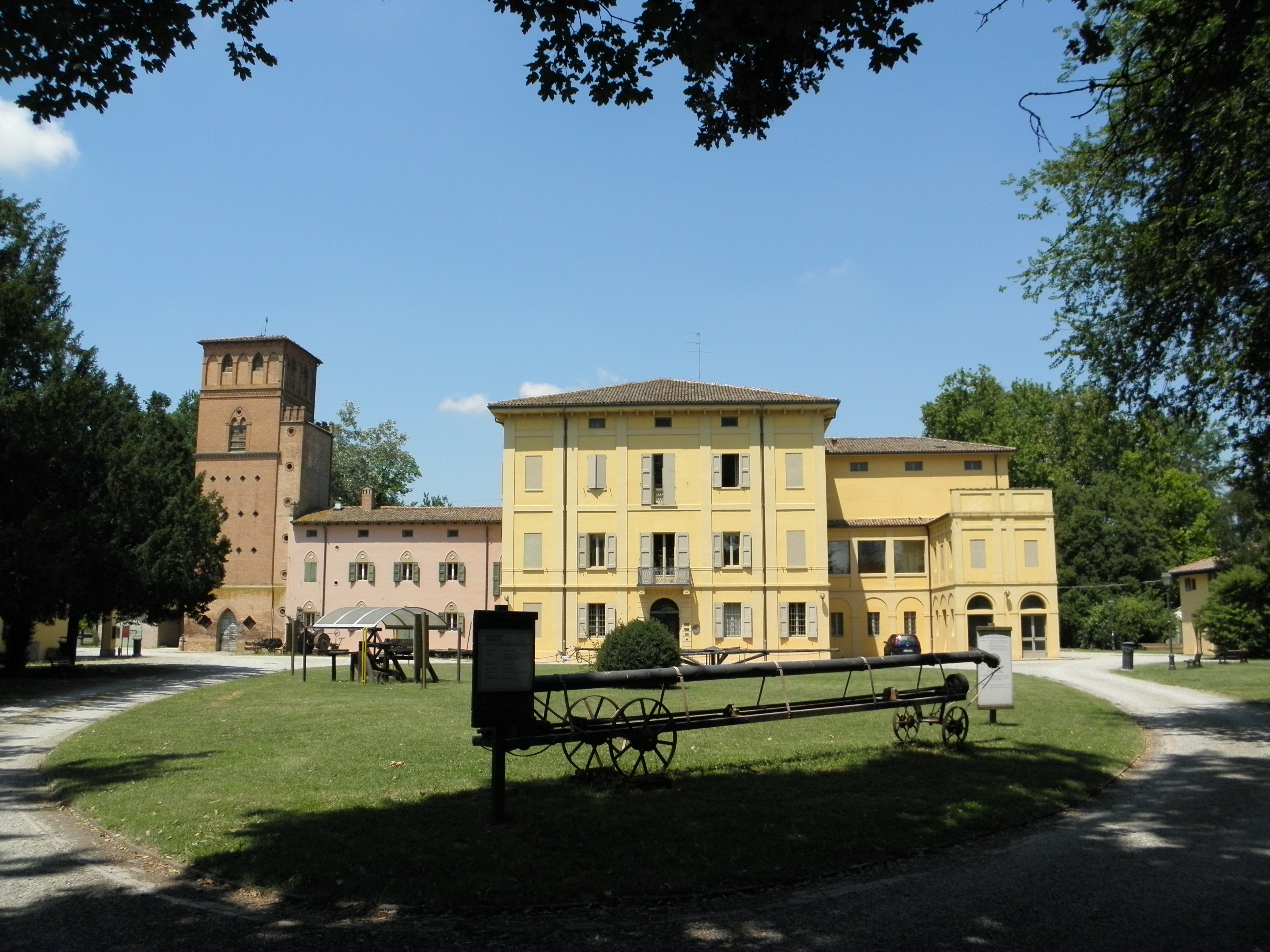
Facciata ovest di Villa Smeraldi

La residenza padronale fu particolarmente coinvolta nella seconda guerra mondiale: alcuni ambienti vennero affittati alla società telefonica TIMO, mentre successivamente vi si insediò un comando tedesco agli ordini del generale Fridolin von Senger und Etterlin che sfruttò la torre per gli avvistamenti e gli innumerevoli luoghi del parco nascosti dal verde per dissimulare alcune postazioni antiaeree.

### Dal secondo dopoguerra in poi
Il secondo dopoguerra la villa tornò a uso civile e anche la pianura intorno a Bentivoglio fu teatro dei cambiamenti socio-economici che interessarono il paese. Con l'innovazione delle tecniche agrarie e l'inurbamento della popolazione delle campagne, a partire dagli anni Sessanta del Novecento un'associazione di contadini ed ex contadini riunitisi nel "Gruppo della stadura" aveva iniziato la raccolta di materiali e suppellettili nelle campagne della zona man mano che ne decadeva l'uso. L'intervento di studiosi riuniti intorno alla cattedra di Storia economica dell'Università di Bologna, nel riconoscere sia il valore storico e documentale della raccolta che le sue potenzialità didattiche, favorì la costituzione del museo di comunità, che si dette una forma gestionale inedita per quel tempo, con l'associazione di enti pubblici e privati. Nel 1998 è stata creata l'Istituzione Villa Smeraldi.
La provincia di Bologna acquisì il sito nel 1970 per creare il Museo della civiltà contadina, aperto nel 1975 e contenente migliaia di testimonianze del lavoro e della vita nelle campagne bolognesi tra Ottocento e Novecento. Nel 2018 il museo è stato accreditato al Sistema Museale Regionale della Regione Emilia-Romagna, entrando così a far parte del Sistema Museale Nazionale.
Il parco circostante è divenuto pubblico ed è accessibile tutti i giorni; vi hanno sede vari eventi legati al territorio come feste dell'agricoltura, mercati contadini o semplici giornate dedicate al paese.

## Descrizione
Il complesso di Villa Smeraldi si compone di un grande parco in cui sono collocati diversi edifici ottocenteschi: oltre alla residenza padronale detta Villa Smeraldi vi trovano sede l'abitazione del fattore, la torre del granaio, la stalla, la legnaia, la colombaia, la ghiacciaia, la casa colonica, la porcilaia e la casa dell'ortolano.

### Il parco
In grande parco all'inglese comprende un laghetto, attraversabile tramite un ponte adornato di quattro particolari statue, entrambi costruiti attorno alla seconda metà dell'Ottocento, varie montagnole (alcune presumibilmente erette con il terreno proveniente dallo scavo per il lago) ed altri luoghi completamente immersi nel verde.

Il parco di Villa Smeraldi
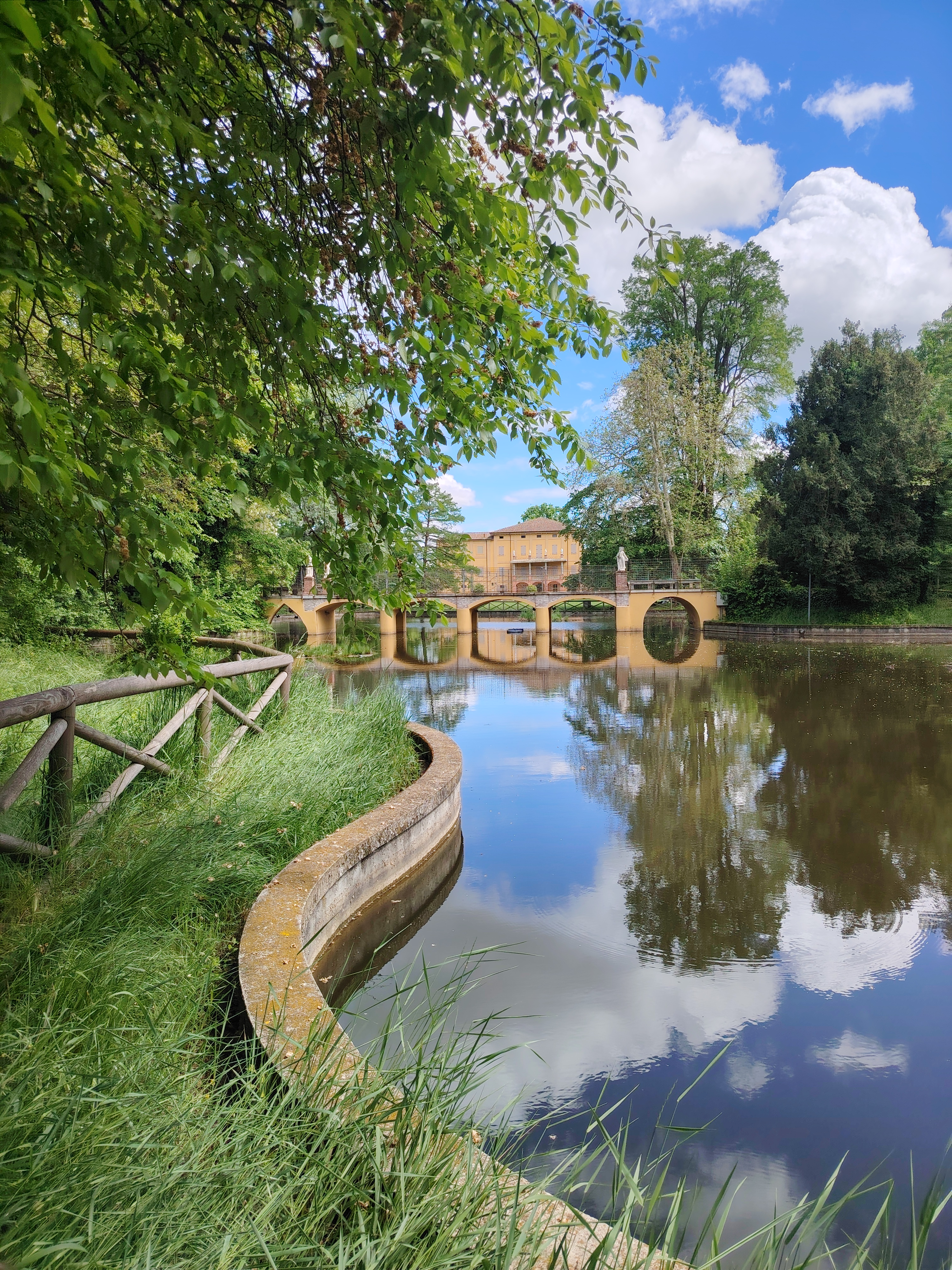
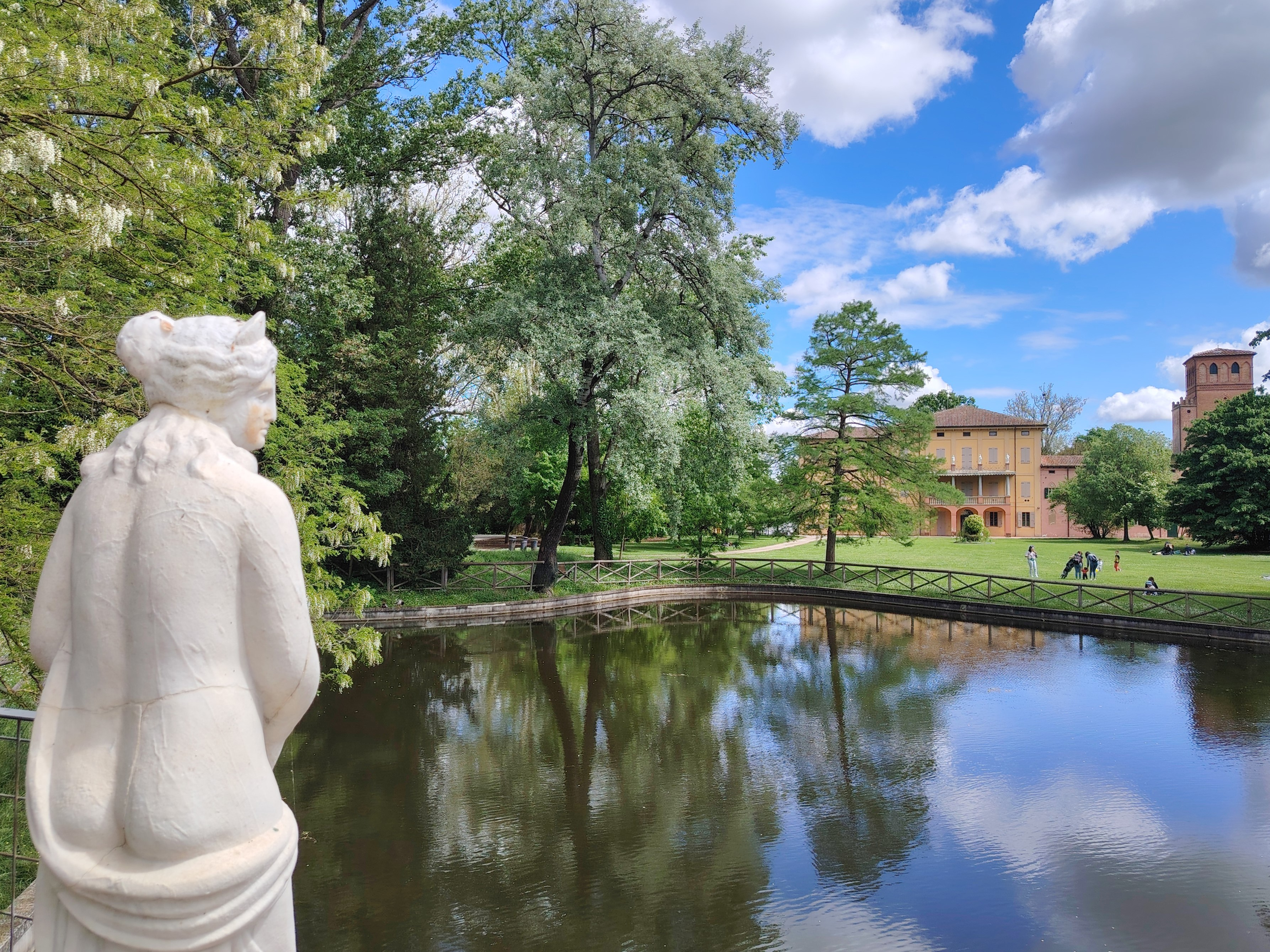
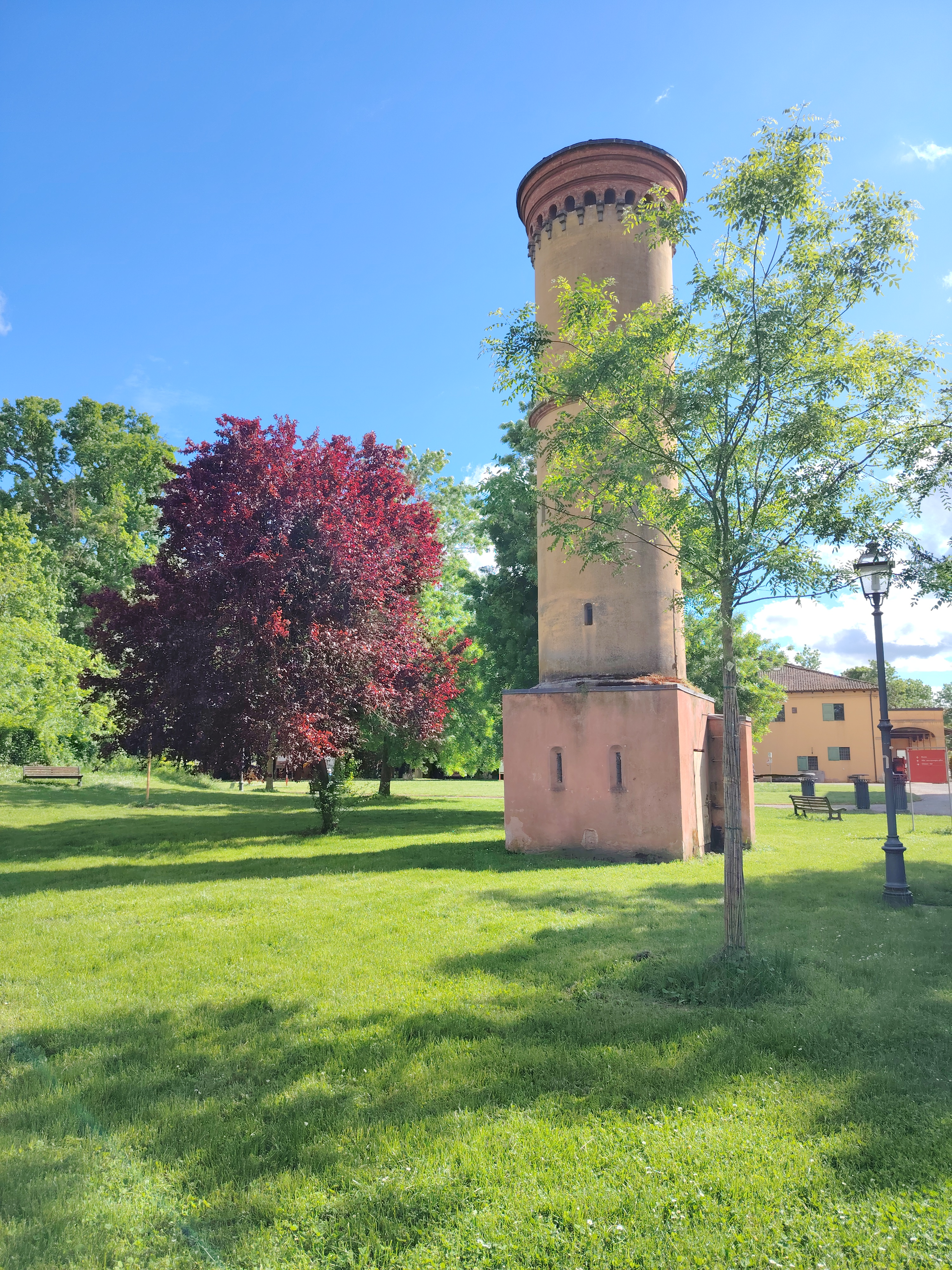
La torre colombaia
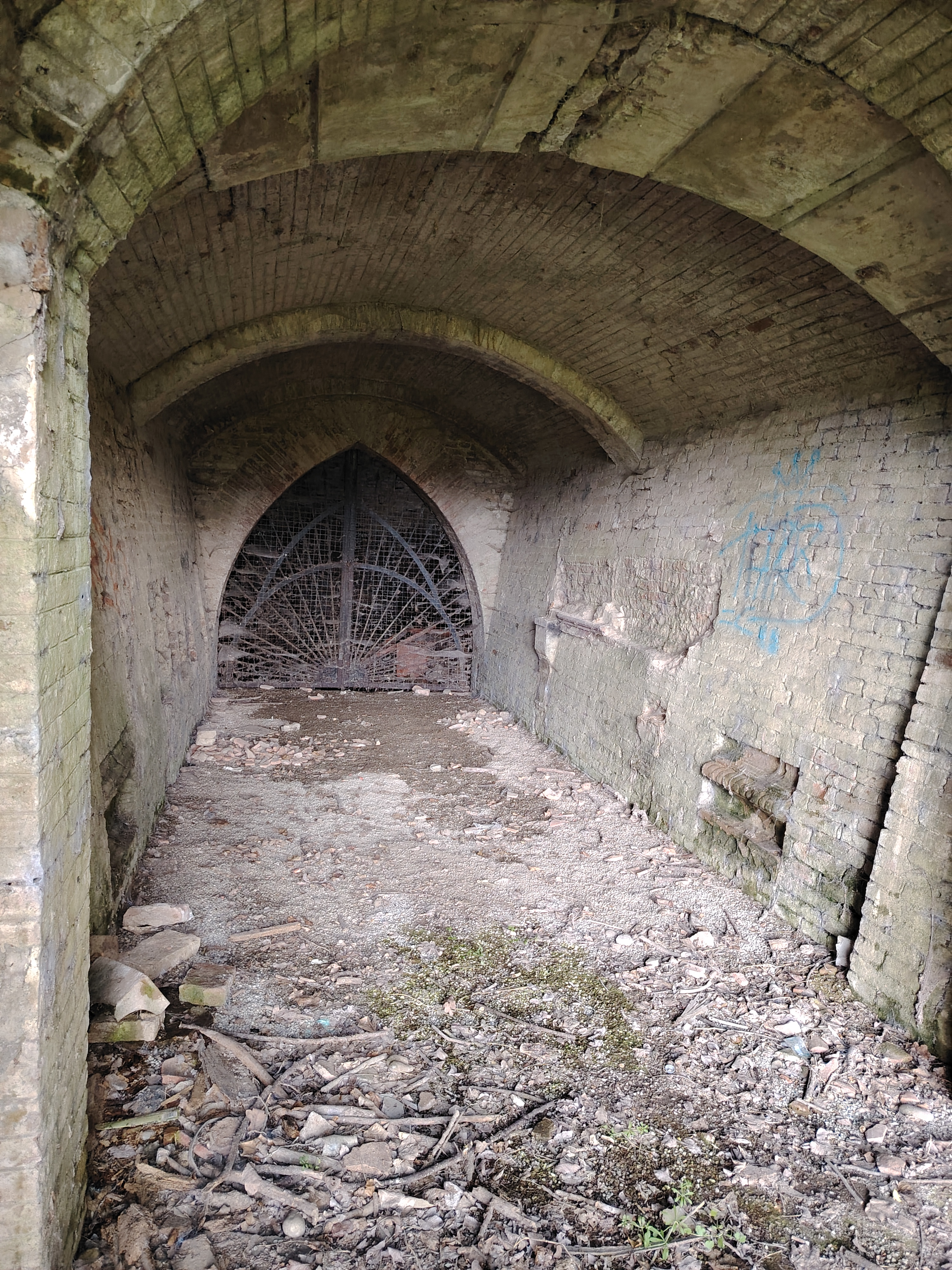
La conserva
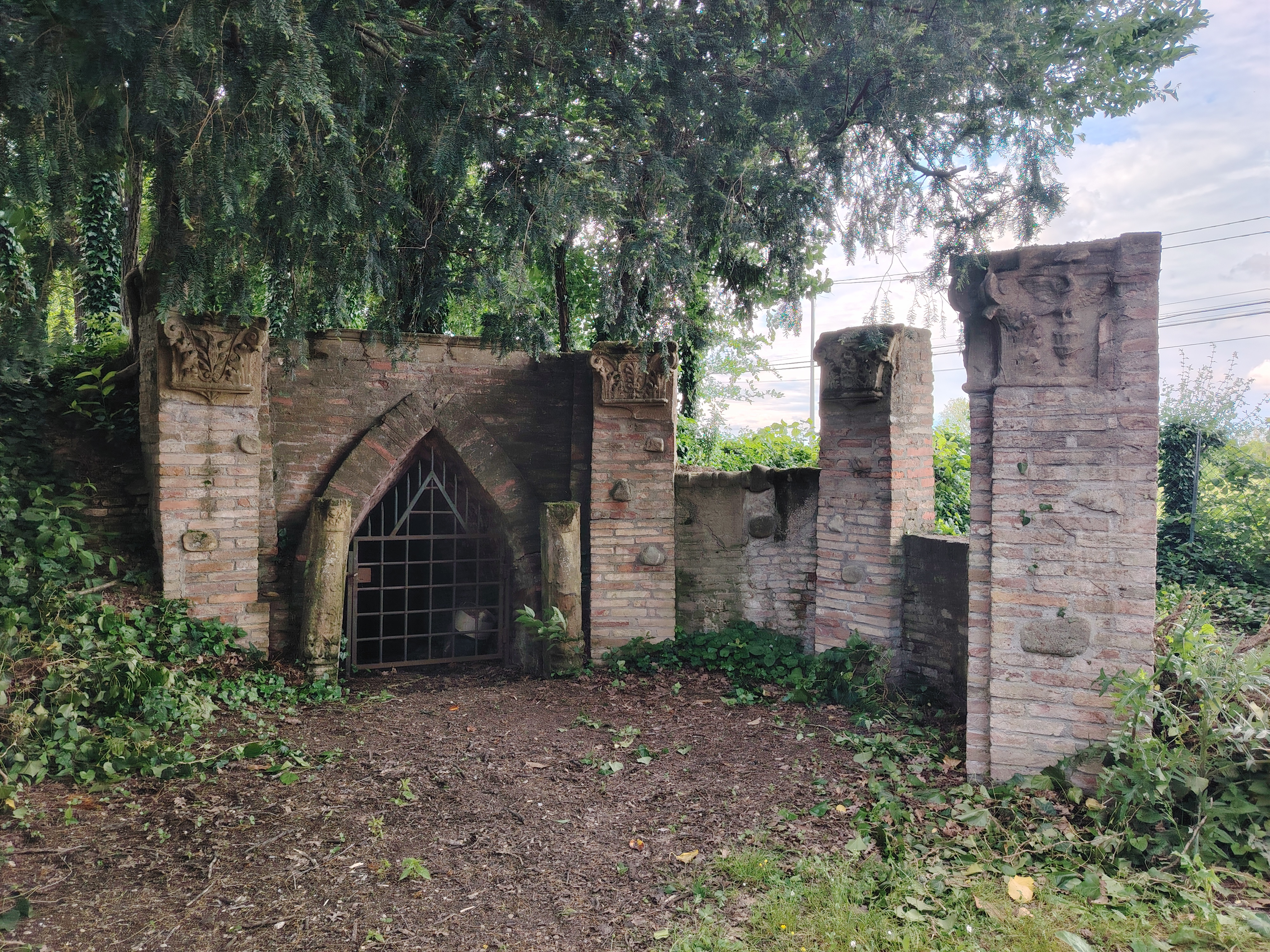
L'imbarcadero

## Museo della civiltà contadina
Il Museo della civiltà contadina, inaugurato ufficialmente il 28 giugno 1973 e aperto nel 1975, è ospitato nel complesso costituito dalla villa ottocentesca, dagli annessi colonici e da un padiglione recente. Ripercorre la storia contadina della pianura a nord di Bologna, bonificata nel XVIII secolo e coltivata prevalentemente dai mezzadri.
La collezione conta oltre cinquemila oggetti o circa 10000 secondo altre fonti, solo in parte esposti nelle 10 sezioni tematiche: tra di essi fugurano attrezzi, grandi macchine agricole, carri, mobili e suppellettili a cui si affiancano stoffe, costumi, tappezzerie, nonché stampe, incisioni e matrici.
Il percorso espositivo documenta lo svolgimento delle attività produttive e del piccolo artigianato legato alle attività del mondo rurale. Alcune sezioni tematiche sono dedicate ai sistemi colturali e ai relativi prodotti, quali il grano, la vite e la canapa. Si ripercorre la storia della frutticoltura industriale bolognese ed emiliano-romagnola, quella dell'apicoltura e della coltivazione della barbabietola da zucchero. La grande cucina contadina, cuore pulsante della casa, è ricostruita attraverso testimonianze originali.
La visita inizia nel grande padiglione costruito a sud della proprietà negli anni 2000, affiancato dall'aia didattica e dai seminativi; è qui che si trovano la biglietteria e il bookshop e si sviluppa il settore A del museo, composto di tre aree tematiche: "La pianura dei mezzadri e la pianura delle valli e delle risaie", "Il territorio, il podere e la famiglia" e "Artigiani e contadini".
La visita prosegue nel settore B del museo, all'interno del complesso della villa, dove si approfondiscono le tematiche de "La frutta si conosce mangiandola" e de "La cucina contadina".
Il settore C del museo, ospitato all'interno della ex stalla o scuderia, è dedicato a "La canapa, il miele, lo zucchero"; a fianco all'edificio si trova il deposito dei grandi macchinari agricoli sotto tettoia.
Nell'area prativa al centro degli edifici sono esposte en plein air la pompa e la scavezzatrice.
Il museo svolge anche attività didattiche e di ricerca storiografica ed è dotato di una biblioteca storica specializzata dotata di oltre tremila volumi e riviste italiane ed estere, un consistente numero di opuscoli ereditati dalle Cattedre ambulanti di Agricoltura, ed un ricco archivio fotografico. La biblioteca è ospitata all'ultimo piano di Villa Smeraldi.
Dal 2022 il museo ha ampliato la propria offerta didattica con nuovi laboratori esperienziali rivolti alle scuole primarie e secondarie, concentrandosi su temi come la transizione ecologica e le pratiche agricole sostenibili. Inoltre, ha avviato una digitalizzazione dell’archivio fotografico e documentale, consultabile sul portale museale regionale dell'Emilia-Romagna.